# Stefan Schicker
Stefan Schicker est un ancien fondeur allemand.

## Palmarès

### Championnats du monde
| Épreuve / Édition | Oslo 1982 |
| 4 × 10 km         | Bronze    |